# Вамвас, Неофитос
Нео́фитос Ва́мвас (греч. Nεόφυτος Βάμβας; 1776, Хиос — 9 января 1855, Афины) — греческий священник и учёный, переводчик, видный представитель Новогреческого просвещения один из так называемых «Учителей нации»

## Биография
Вамвас родился на острове Хиос.
Родителей звали Исидор(ос) и Стаматула. Первоначально учился на родине, на Хиосе, продолжил учёбу на острове Сифнос, куда переехал в 1793 году чтобы учиться в известной тогда школе Мисаила Патмиоса. Учился с большими лишениями получая помощь от местного населения и своих учителей.
Вернулся на Хиос и несмотря на возражения своих родителей отправился на остров Патмос, где учился у Даниила Керамевса.
Однако одностороннее преподавание Керамевса сконцентрированное только на изучении греческого языка не удовлетворяло его. Он вернулся на Хиос, где посещал уроки Дорофея Пройоса поскольку тот преподавал также математику.
В 1791 году он был хиротонисан во диаконы. В 1796 году он последовал за Дорофеем Пройосом в Константинополь. Вместе с Пройосом он уехал в Бухарест и снова назад в Константинополь. Вамвас стал учителем в семье Георгиоса Маврокордатоса и Константина Хадзериса, бывшего драгоманом на османском флоте. Он вновь последовал за Пройсом в Валахию после того как последнего взял с собой на службу Хадзерис.
В 1804 году Хадзерис был обезглавлен турками и Вамвас вернулся в Константинополь. Здесь он преподавал в семьях фанариотов Ефросиньи Маврокордату и Константина Суцоса, и принял участие в составлении Ковчега (Κιβωτός), большого словаря греческого языка под редакцией Пройоса а также становится членом Музея Рода (то есть нации — Μουσείου του Γένους) согласно указанию Пройоса, который стал директором Великой школы нации.

## Париж и дружба с Адамантием Кораисом
Вамвас отправился в Париж в 1808 году, предварительно посетив в конце августа Вену. 
Путешествие было нелёгким в силу плохого здоровья Вамваса и недостатка денег.                                                 
Во французской столице он учился естественным наукам, философии и литературе. Он посещал уроки химика Тенар, Луи Жака, чью книгу ‘’Traite de chimie elementaire’’ (Париж 1813-1816) Вамвас в будущем переведёт будучи когда станет директором школы на Хиосе, а также философа эллиниста Francois Thurot. 
Вамвас познакомился с известным греческим просветителем Адамантием Кораисом через Пасхалиса Василиу, греческого мецената наук в Константинополе, который послал сопроводительное письмо своему брату Александру Василиу, с целью представить Вамваса Кораису. 
Земляк (Кораис), оказал ему финансовую поддержку и предоставил ему 50 франков в месяц, с тем чтобы Вамвас исправлял (корректировал) тексты написанные Кораисом. 
Но и сам Вамвас зарабатывал себе на жизнь уроками греческого языка и торговлей тканями. Их сотрудничество стало тесным: они сотрудничали в исправлении грамматики Буттмана (Philipp Karl Buttmann - 1764-1829) которую перевёл на греческий Стефанос Икономос. 
Кораис заботится о его учёбе и направляет молодого Вамваса, обеспечивает ему средства для жизни и поддерживает его в написании его первых работ. 
В 1811 году Вамвас был приглашён на пост директора школы Хиоса:Δ-307.
В 1813 году он написал свою «Риторику»:Δ-308. 
В 1818 году он написал «Элементы философской этики»:Δ-314.

## Греческая революция
Замешанный в деятельности греческой революционной организации Филики Этерия и с началом Греческой революции в 1821 году Вамвас бежал с Хиос на остров Идра. 
Он призывал идриотов совершить экспедицию на Хиос напоминая им его земляки располагают большими богатствами и таким образом Революция будет укреплена в финансовом и экономическом отношении:В-101. 
27 апреля 1821 года греческий флот встал на якоря в бухте Паса-вриси, Хиос, но старейшины Хиоса отказались присоединиться к восстанию и слёзно просили греческий флот уйти, хотя на этот момент на острове было всего лишь 300 османских солдат и 200 турко-критян.
Неудачный исход экспедиции подорвал авторитет Вамваса. 
«Эта неудачная экспедиция стала важным фактором во всех последующих решениях Вамваса», комментирует П. Михаиларис. 
С прибытием в Грецию в июне 1821 года Дмитрия Ипсиланти Вамвас стал его канцлером:В-125. 
В ходе борьбы за руководство революцией и восставшей страной Ипсиланти подвёргся нападкам со стороны землевладельцев и судовладельцев. Резким нападкам подвергся и Вамвас:В-191. 
Все попытки Вамваса вызвать восстание на Хиосе были безуспешны:В-219. 
Правящие классы острова не желали присоединиться к освободительной войне Греции, боясь потерять свою безопасность и благополучие, что однако не спасло ни их ни остров от последовавшей резни в апреле 1822 года. 
Хотя война только разгоралась Вамвас уехал на Ионические острова, которые находились тогда под британским контролем и стал преподавателем в Ионической академии Керкиры. 
Здесь в 1823 году он получил письмо от военачальника Одиссея Андруцоса.
Андруцос писал ему:
«Что ты спрятался монах у франков, и пожеланиями и проклятиями хочешь помочь несчастному Отечеству. Если ты его любишь, приди сюда, увидь его раны и помоги ему»:Γ-123.

## В Греческом королевстве

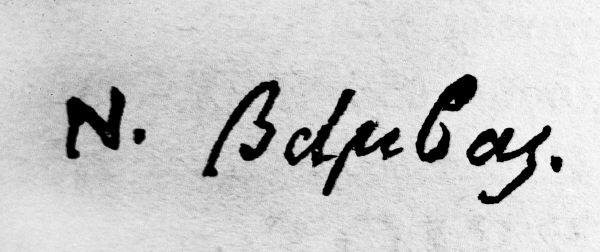
Подпись Вамваса

С окончанием войны Вамвас вернулся в возрождённое греческое государство. 
Вамвас был назначен королевским указом от 24 апреля 1837 года с первой группой 34 профессоров, ‘’профессором философии’’ и был назначен директором «Философской школы», поскольку был сочтён чрезмерно ‘’радикалом’’ чтобы быть назначенным на теологический факультет. Димарас объясняет его назначение идеологическим родством с Кораисом, которым восхищались королевский регент Маурер, Георг Людвиг фон и Схинас, Константинос (1801-1870). 
Позже он стал ректором в Афинском университете. 
Был рукоположен православным архимандритом. 
Вамвас был главным лицом в переводе на разговорный язык Священного писания (1850), который вызвал реакцию и резкие личные нападки со стороны сторонников Православной традиции, во главе с Константином Иконому. Сам Вамвас утверждал, что «всякий, кто препятствует переводу писания, затворяет Царство Небесное человекам и им направлен “Горе вам”, на которое осудил Господь наш книжников и фарисеев». 
Вамвас является автором ряда работ философского, церковного и лингвистического содержания, а также переводов. 
Неофит Вамвас умер в Афинах 9 января 1855 года.

## Внешние ссылки
- Κισσάβου Μαρία, Επιστημονική Επετηρίδα Φιλοσοφικής Σχολής Πανεπιστημίου Αθηνών, 1969-70, Τόμ. 20ος, «Νεόφυτος Βάμβας».
- "Νεόφυτος Βάμβας" Syrosinfo.gr.
- Νεόφυτος Βάμβας, 1839, Αντεπίκρισις εις την υπό του Πρεσβυτέρου και Οικονόμου Κωνσταντίνου του εξ Οικονόμων Επίκρισιν.
- Νεόφυτος Βάμβας, 1849, Γραμματική της αρχαίας και της σημερινής ελληνικής γλώσσης.